# Liste des lieux le long de la Via Militaris
 (février 2013).
Cette liste donne les lieux de passage le long de la Via Militaris, également appelée Via Singidunum, ou encore Via Diagonalis : villes, villages, étapes, carrefours, rivières ou traversées de rivières.
Initialement une voie romaine dans les Balkans, qui assurait la liaison entre l'Europe et l'Asie mineure, elle a rempli son rôle stratégique jusqu'à la fin du Moyen Âge. Cette voie a été principalement utilisée pour les mouvements de troupes, mais aussi pour le transport et les échanges culturels.

## Tableau des lieux
| nom antique (et formes secondaires)                                                           | nom moderne | situé sur (fleuve) | province romaine                                                                               |  |
| --------------------------------------------------------------------------------------------- | --- | --- | ---------------------------------------------------------------------------------------------- |  |
| Poetovio ou Pectovium                                                                         | Ptuj en Slovénie | Drave (en latin Dravus) | Pannonia superior                                                                              |  |
| Carrodunum (Cardonum)                                                                         | probablement Gradina (Virovitica-Podravina)(10 km à l’est de Virovitica ; dans le comitat de Virovitica-Podravina) ; ou : Šandrovac (Croatie) Carrodunum.    | 45° 51′ 18,54″ N, 17° 30′ 37,67″ E | Pannonia superior                                                                              |  |
| Bolentium ou Bolentia                                                                         | (non identifié) | | Pannonia superior                                                                              |  |
| Mursa major                                                                                   | Osijek | Drave (latin Dravus) | Pannonia inferior                                                                              |  |
| Cibalae                                                                                       | Vinkovci | | Pannonia inferior                                                                              |  |
| Sirmium (centre administratif de la province de Pannonie)                                     | Sremska Mitrovica en Serbie/Voïvodine (district de Syrmie)                                                                                                   | Save (en latin Savus) ; de Sirmium jusqu’à Naissus, la Via Militaris est identique à l’actuelle Route des empereurs romains de Serbie                              | Pannonia inferior                                                                              |  |
| Taurunum                                                                                      | Zemun | sur la rive droite du Danube et sur la rive gauche de la Save | Pannonia inferior                                                                              |  |
| Singidunum (camp fortifié ; stricto sensu, la Via Militaris ne commence qu’à Singidunum)      | Belgrade (capitale de la Serbie) | à l’embouchure de la Save (en latin Savus) dans le Danube (en latin Ister)                                                                                         | Moesia superior                                                                                |  |
| Silva Magna Bulgarica                                                                         | une grande forêt d’un seul tenant située entre Belgrade et Niš ;                                                                                             | la traversée de la forêt durait huit jours | (selon des témoignages médiévaux)                                                              |  |
| Monsaureus (Mons Aureus, Aureus Mons, Aureo monte) -                                          | Smederevo en Serbie | Danube | Moesia superior                                                                                |  |
| Viminatium (ville légionnaire)                                                                | Kostolac (Požarevac) | sur l’embouchure de la Morava dans le Danube (Morava = en latin Margus) ; la Via Militaris y croisait le Limes danubien et la voie longeant le Danube (Via Istrum) | Moesia superior                                                                                |  |
|                                                                                               | | depuis Viminatium, la voie remontait le cours de la Morava |                                                                                                |  |
| Nonum (Ad Nonum)                                                                              | Nabrdje (Serbie) (5 km à l’est de Požarevac) | 44° 37′ 35,2″ N, 21° 15′ 00,89″ E |                                                                                                |  |
| Municipium                                                                                    | Kalište (Serbie ; en serbe : Калиште; municipalité de Malo Crniće; district de Braničevo)                                                                    | 44° 30′ 52,98″ N, 21° 19′ 12,96″ E | Moesia superior                                                                                |  |
| Iovis Pagus (Iouis pago)                                                                      | Veliki Popovac (ou Veliko Laole) | 44° 37′ 07,56″ N, 21° 10′ 58,12″ E |                                                                                                |  |
| Idimum (Idimo)                                                                                | 24–26 km au nord de la station suivante : Horreum Margi (correspond à la région de la ville de Batočina) ; près du village de Medveda sur la Reseva          | il existe une station du même nom à Medveđa en Serbie méridionale                                                                                                  | Moesia superior                                                                                |  |
| Octavum                                                                                       | Dražmirovac | 44° 03′ 21″ N, 21° 20′ 54″ E | Moesia superior                                                                                |  |
| Horreum Margi (Horrea Margi, Orea Margi)                                                      | Ćuprija | Morava (en latin Margus) | Moesia superior                                                                                |  |
| Sarmatae (mutatio sarmatorum)                                                                 | Gornji Vidovac ? | | Moesia superior                                                                                |  |
| Cametae (Cametas)                                                                             | Ražanj (Ражањ) (district de Nišava) | 43° 40′ 28,45″ N, 21° 32′ 57,41″ E | Moesia superior                                                                                |  |
| Praesidium Dasmini (Praes. Dasmini, Presidio Dasmini, Dasmiani ; en grec Δούσμανες, Dasmanis) | Novi Bracin (district de Nisava) | | Moesia superior                                                                                |  |
| Praesidium Pompei (Praes. Pompei, Pompegis)                                                   | Rutevac (municipalité d’Aleksinac) ; selon d’autres sources : Bovan ou Bovan (municipalité de Kruševac)                                                      | 43° 34′ 50,7″ N, 21° 37′ 07,94″ E | Moesia superior                                                                                |  |
| Grampianae (Grampiana, Crambianis)                                                            | Draževac (municipalité d’Aleksinac) ; ou Sokobanja-Lipovac                                                                                                   | 43° 27′ 03,12″ N, 21° 47′ 35,42″ E (Draževac) | Moesia superior                                                                                |  |
| Naissus                                                                                       | Niš | sur la Nišava; à Naissus, la Via Traiana bifurquait de la Via Militaris                                                                                            | Moesia superior                                                                                |  |
| Mediana                                                                                       | faubourg oriental de Niš (Brzi Brod – quartier de la ville de Medijana)                                                                                      | | Moesia superior                                                                                |  |
| mutatio Radices (mutatio Redicibus)                                                           | | | Moesia superior                                                                                |  |
| mutatio Ulmo (Ulmus)                                                                          | Ostrovica (Niška Banja) - (Niška Banja ist une municipalité constitutive de la ville de Niš. La localité se trouve à environ 8 km à l’est du centre de Niš). | | Moesia superior                                                                                |  |
| mutatio Remesiana (Romessiana, Remisiana, Romansiana)                                         | Bela Palanka | | Moesia superior                                                                                |  |
| mutatio Latina                                                                                | Telovac ? | la dernière localité où, comme montre la toponymie, on parlait latin. Toutes les localités situées plus à l’est étaient de langue grecque                          |                                                                                                |  |
| mutatio Turres (Turribus)                                                                     | près de Pirot | | Moesia superior                                                                                |  |
| Meldia                                                                                        | doublon ? | | Thracia                                                                                        |  |
| Meldia mutatio Translitus (Translitae)                                                        | près de Dimitrovgrad (Serbie) | Franchissement de la Nišava | Tracia                                                                                         |  |
|                                                                                               | | dans la vallée de la Nišava, en remontant la rivière |                                                                                                |  |
| mutatio Ballanstra                                                                            | près de Kalotina (Bulgarie) | Nišava | Tracia                                                                                         |  |
| Meldia (Meldijs, Meldis)                                                                      | Dragoman | doublon ? |                                                                                                |  |
| mutatio Scretisca (première mutatio au nord-ouest de Serdica)                                 | à la limite sud de la ville de Kostinbrod | |                                                                                                |  |
| Serdica (Sertica)                                                                             | Sofia (capitale de la Bulgarie) | sur l’Iskăr (en latin Oescus) | Thracia                                                                                        |  |
| Volujak (en bulgare Волуяк, oblast de Sofia, obština d’Elin Pelin).                           | | |                                                                                                |  |
|                                                                                               | Combusticia | |                                                                                                |  |
| Extuomne                                                                                      | Kaciljane (oblast de Sofia) | |                                                                                                |  |
| Burgaraca                                                                                     | Lesnovo (Bulgarie) (oblast de Sofia, obština d’Elin Pelin)                                                                                                   | |                                                                                                |  |
| mansio Bugaraca (Bugaraka, Bagaraca, Bugaracenses, Buragara)                                  | près de Lesnovo (Bulgarie) (situé à environ 20 à 30 milles romains de Serdica)                                                                               | |                                                                                                |  |
|                                                                                               | Plaine d’Ihtiman | |                                                                                                |  |
| mutatio Sparata (Sarto ?, Sparthon)                                                           | Vakarel (oblast de Sofia, obština d’Ihtiman) | |                                                                                                |  |
| mutatio Helice (Hilica, Iliga, Egirca) (dans la cuvette d’Ihtiman)                            | Ihtiman | |                                                                                                |  |
| Egerica (Egirca)                                                                              | Mirovo (oblast de Sofia, obština d’Ihtiman) | |                                                                                                |  |
| mutatio Soneium (Succi, Succorum angustiae, Stoponion = Щипон/Štipon)                         | Porte de Trajan (Succorum claustra = col de Succi) près de l’actuel village de Kapudzik                                                                      | |                                                                                                |  |
| Pons Ucasi                                                                                    | | |                                                                                                |  |
| Bona Mansio                                                                                   | | |                                                                                                |  |
| Tegulitsium ? Vetrinon ? Vetren (4 km au nord de l’actuelle ville de Vetren)                  | Vetren (oblast de Pazardžik, obština de Septemvri) | |                                                                                                |  |
|                                                                                               | Septemvri (oblast de Pazardžik, obština de Septemvri) | |                                                                                                |  |
|                                                                                               | Pazardžik (fondé en 1485) | Marica (en latin Hebrus, en grec Evros) |                                                                                                |  |
|                                                                                               | | le long de la Marica (en latin Hebrus) dans la vallée de la Marica                                                                                                 |                                                                                                |  |
| Lissae (Lissas)                                                                               | | |                                                                                                |  |
| Alusore                                                                                       | Bošulja (en bulgare Бошуля, (oblast de Pazardžik, obština de Septemvri)                                                                                      | |                                                                                                |  |
| Zyrmae (Zyrmis, Zirmis)                                                                       | Junacite (oblast de Pazardžik, obština de Pazardžik) | |                                                                                                |  |
| Besapara                                                                                      | Sinitevo (oblast de Pazardžik, obština de Pazardžik) | |                                                                                                |  |
| Kapisturia                                                                                    | | |                                                                                                |  |
| Tugugerum (Tugurium ?)                                                                        | Joakim Gruevo (oblast de Plovdiv, obština de Stambolijski)                                                                                                   | |                                                                                                |  |
| Philippolis (Trimontium, Philipopolis, civitas Filopopuli)                                    | Plovdiv | Marica (latin Hebrus) | Thracia                                                                                        |  |
| Beripara ?                                                                                    | | |                                                                                                |  |
| Isgipera                                                                                      | | |                                                                                                |  |
| Sernota (Syrmae ?)                                                                            | Manole (oblast de Plovdiv, obština de la Marica) | |                                                                                                |  |
| Paremvole                                                                                     | Belozem (oblast de Plovdiv, obština de Rakovski) | |                                                                                                |  |
| Ranilum                                                                                       | Orizovo (oblast de Stara Zagora, obština de Bratja Daskalovi)                                                                                                | |                                                                                                |  |
| Cellae (Cillis)                                                                               | Černa gora (oblast de Stara Zagora, obština de Bratja Daskalovi)                                                                                             | |                                                                                                |  |
| Castra rubra (castrum fondé au IIe siècle apr. J.-C., était auparavant une mutatio)           | 8 km au nord-est de Harmanli | la mansio la plus proche était Pale, à l’ouest de Harmanli (vraisemblablement située entre les villages d’Ovčarovo et de Tjanevo)                                  |                                                                                                |  |
|                                                                                               | Branica (village situé dans l’oblast de Haskovo, obština de Harmanli)                                                                                        | |                                                                                                |  |
| Castozorbra                                                                                   | Orjahovo (au sud-ouest du village) (oblast de Haskovo, obština de Ljubimec)                                                                                  | | Station-frontière entre les provinces de Thracia et d’Hémimont                                 |  |
| Arsus                                                                                         | | |                                                                                                |  |
| mutatio Carassura (Karasura, en grec Καράσθυρα)                                               | (près du village de Rupkite, oblast de Stara Zagora, obština de Čirpan)                                                                                      | |                                                                                                |  |
| Pizus (Pizo, Opizo)                                                                           | village actuel de Dimitrievo (oblast de Stara Zagora, obština de Čirpan)                                                                                     | |                                                                                                |  |
| Tulei?                                                                                        | | |                                                                                                |  |
| Arzus (Arzum, Arso)                                                                           | Kalugerovo (oblast de Haskovo, obština de Simeonovgrad) | |                                                                                                |  |
| Palae                                                                                         | | |                                                                                                |  |
| Castra rubra (Castris Rubris, castozobra)                                                     | | | doublon ? (il n’y a à coup sûr qu’une localité anciennement dénommée Castra Rubra en Bulgarie) |  |
| Subzupara?                                                                                    | | |                                                                                                |  |
| Rhamae                                                                                        | | |                                                                                                |  |
| Burdipta (Burdista)                                                                           | Momkovo (oblast de Haskovo, obština de Svilengrad) | |                                                                                                |  |
| Konstanteia ?                                                                                 | | |                                                                                                |  |
| Hadrianopolis (civitas Hadrianapoli) ou Adrianopolis (Andrinople) ou Orestia                  | Edirne | une route secondaire de la Via Egnatia rejoignait à Edirne la Via Militaris (c’est à cet endroit qu’eut lieu la bataille d'Andrinople)                             |                                                                                                |  |
| Dapabae (Daphabae)                                                                            | | |                                                                                                |  |
| Ostudizus (Hostizo, Ostudizo)                                                                 | Havsa | |                                                                                                |  |
| Tarpodizus                                                                                    | | |                                                                                                |  |
| Burtudizus (Burtizo, Bulgarophygon)                                                           | Babaeski | |                                                                                                |  |
| Urisium ?                                                                                     | | |                                                                                                |  |
| Bergulae (Arcadiopolis)                                                                       | Lüleburgaz | |                                                                                                |  |
| Narcus                                                                                        | | |                                                                                                |  |
| Drusipara (Drysiporo)                                                                         | Karistiran | |                                                                                                |  |
| Tipsum                                                                                        | | |                                                                                                |  |
| Tzurullus (Syrallo, Izirallo, Tzurulum, Syrallum)                                             | Çorlu | |                                                                                                |  |
| Beodizo                                                                                       | | |                                                                                                |  |
| Perinthus (Perinthos, Herakleia)                                                              | Marmara Ereğlisi | |                                                                                                |  |
| Selymbria                                                                                     | Silivri | |                                                                                                |  |
| Regio                                                                                         | Küçükçekmece | |                                                                                                |  |
| Byzance (Byzantion, Constantinople)                                                           | Istanbul | |                                                                                                |  |

## Sources

### Historischer Handatlasde Gustav Droysen

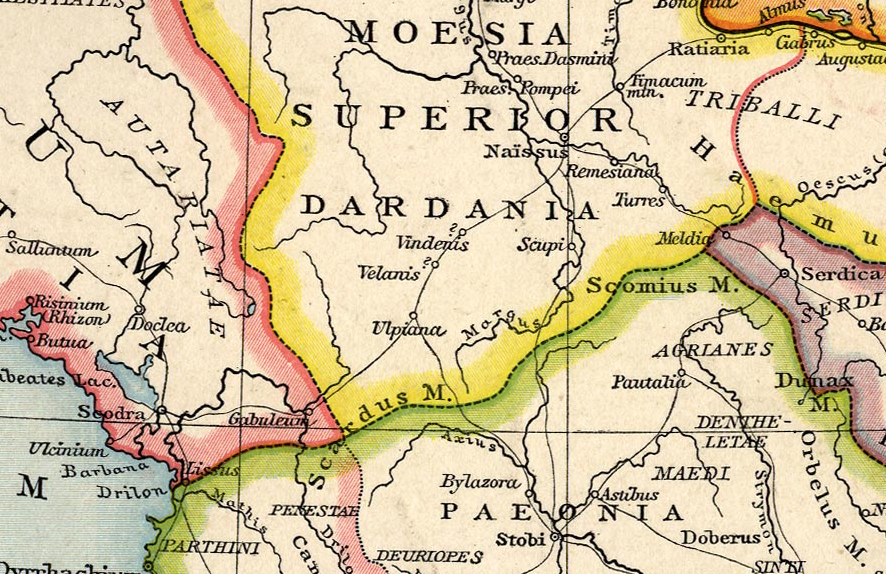
Provinces romaines d'Illyrie, Macédoine, Dacie, Moésie, Pannonie et Thrace

L’Allgemeiner Historischer Handatlas de Gustav Droysen, datant de 1886 (cartes intitulées Die unteren Donauländer zur Römerzeit), montre les implantations suivantes le long de la Via Militaris (du nord-ouest au sud-ouest) : 
Poetovio, Jovia, Carrodunum, Bolentium, Mursa, Cibalae, Sirmium, Taurunum, Singidunum, Monsaureus, Viminatium, Municipium, Idimum, Horreum Margi, Praes. Dasmini, Praes. Pompei, Naïssus, Remesiana, Turres, Meldia, Serdica (ulpia), Bagaraca, Lissae, Besapara, Philippolis (Trimontium), Arsus, Hadrianapolis (Orestia), Bergulae, Tzurulum (Syrallum), Selymbria, Regio, Byzantium.

### Itinerarium provinciarum Antonini Augusti
L’Itinéraire d'Antonin, datant du début du IIIe siècle apr. J.-C. énumère les localités suivantes, sans cependant utiliser les notions de Via Militaris ou Via Diagonalis :
Mursa civitas, Cibalas civitas, Ulmos vicus, Sirmi civitas, Bassianis civitas, Tannino classis, Singiduno castra (aujourd’hui Belgrade), Aureo monte, (ab Aureo monte Vinceia, Margo, et leg. VIII, inde Viminacio, Viminacio (aujourd’hui Kostolac), Municipio, Idimo, Horreo Margi, Pompeis, Naisso (aujourd’hui Niš), Remisiana, Turribus, Meldia, Serdica (aujourd’hui Sofia), Bagaraca, Helice, Lissas, Bessapara, Philippopoli (aujourd’hui Plovdiv), Cillis, Opizo, Arso, Subzupara, Burdipta, Hadrianopoli (aujourd’hui Edirne), Ostudizo, Burtudizo, Bergule, Drizipara, Izirallo, Heraclia, Cenofrurio, Melantiada, Byzantio [qui et Constantinopoli] (aujourd’hui Istanbul).

### Table de Peutinger
Lieux situés sur la route de Singiduno (Belgrade) à Constantinople selon la table de Peutinger :
Singiduno, Tricornio, Monte aureo, Margum fl. (fleuve), Viminatio, Municipio, Iovis pago, Idimo, Horrea Margi, Presidio pompei, Gramrianis, Naisso, Romesiana, Turribus, Meldiis, Sertica ( = Serdica), Sarto, Egirka, Zyrmis, Bessapora, Ranilum, Pizo, Arzum, Castra rubra, Burdenis, Hadrianopoli, Hostizo, Burtizo, Bergule, Drysiporo, Syrallo, Perintos, Cenopurio, Ad statuas, Melentiana, Constantinopolis.

### Anonyme de Bordeaux (Itinerarium Burdigalense)
Stations de Mursa à Constantinople selon l’anonyme de Bordeaux (333-334) :
ciuitas mursa, mutatio leutuoano, ciuitas cibalis, mutatio caelena, mansio vlmo, mutatio spaneta, mutatio vedulia, ciuitas sirmium, (Fit ab aquileia, sirmium usque milia ccccxii, mansiones xvii, mutationes xxxviii – au total, d’Aquilée à Sirmium, 412 milles, 17 mansiones, 39 mutationes), Mutatio fossis, ciuitas bassianis, mutatio nouiciani, mutatio altina, ciuitas singiduno (aujourd’hui Belgrade), (Fines pannoniae et misiae – frontière entre la Pannonie et la Mésie), Mutatio ad sextum, mutatio tricornia castra, mutatio ad sextum miliarem, ciuitas aureo monte, mutatio vingeio, ciuitas margo, ciuitas viminacio, Mutatio ad nonumi, mansio munecipio, mutatio iouis pago, mutatio bao, mansio idomo, mutatio ad octauum, mansio oromago, (Finis myssiae et asiae – frontière entre la Mésie et la Dacie), Mutatio sarmatorum, mutatio caminitas, mansio ipompeis, mutatio rampiana, ciuitas naisso (aujourd’hui Niš), mutatio redicibus, mutatio vlmo, mansio romansiana, mutatio latina, mansio turribus, mutatio translitis, mutatio ballanstra, mansio meldia, mutatio scretisca, ciuitas serdica (aujourd’hui Sofia), (Fit a sirmium serdica usque milia cccxiiii, mutationes xxiiii, mansiones xiii – au total, de Sirmium à Sofia, 314 milles, 24 mutationes, 13 mansiones), Mutatio extuomne, mansio buragara, mutatio sparata, mansio hilica, mutatio soneio, (Fines daciae et traciae – frontière entre la Dacie et la Thrace), Mutatio ponte vcasi, mansio bona mansio, mutatio alusore, mansio basapare, mutatio tugugero, ciuitas filopopuli (aujourd’hui Plovdiv), mutatio sernota, mutatio paramuole, mansio cillio, mutatio carassura, mansio arzo, mutatio palae, mansio castozobra, mutatio rhamis, mansio burdista, mutatio daphabae, mansio nicae, mutatio tarpodizo, mutatio vrisio, mansio virgoles, mutatio narco, mansio drizupara, mutatio tipso, mansio tunorullo, mutatio beodizo, ciuitas heraclea, mutatio baunne, mansio salambria, mutatio callum, mansio atyra, mansio regio, Ciuitas constantinopoli (aujourd’hui Istanbul), (Fit a serdica constantinopoli milia ccccxiii, mutationes xii, mansiones xx – au total, de Sofia à Constantinople, 413 milles, 12 mutationes, 20 mansiones),,.

### Anonyme de Ravenne
La cosmographie anonyme de Ravenne, datant de l’an 700 énumère également quelques lieux situés le long de la Via Militaris. Fabrizio Vanni  les confronte aux noms de lieux contenus dans la table de Peutinger (entre parenthèses, les noms figurant dans l’anonyme de Ravenne) : 
Singiduno, Tricornio, Monte aureo, Margum fl., Viminatio, Municipio, Iovis pago (Pago), Idimo, Horrea Margi (Orea Margi), Presidio Dasmini (Dasmiani), Presidio Pompei (PoVpeg is), Gramrianis (Crambianis), Naisso (Naison), Romesiana (Romessiana), Turribus (Turribus), Meldiis (Meldis), Sertica, Sarto (Sparthon), Egirca (Egerica), Zyrmis (Zirmis), Philipopolis, Ranilum (Ranilum), Pizo, Arzum, Castris Rubris, Burdenis, Hadrianopoli, Hostizo, Burtizo (Burtizon), Bergule (Bergule), Drysiporo (Drusipara), Syrallo (Surallon), Perintus, Ad statuas (Statuas), Melintiana (Melantiada), Regio, Constantinopolis.

### Récits de voyage
De nombreux itineraria parlent de la Via Militaris.
Après la conversion de la Hongrie au christianisme, à la fin du Xe siècle, un nombre croissant de pèlerins occidentaux de haut niveau se mit à voyager par la Via Militaris à partir du début du XIe siècle, par exemple des évêques allemands et français se rendant à Jérusalem. Plus tard, des envoyés impériaux se rendirent plus souvent dans l’Empire ottoman. Leurs accompagnateurs rédigèrent parfois des récits de voyage.
Le comte Guillaume IV d'Angoulême (Taillefer) fut l’un des premiers à rouvrir la voie terrestre vers Jérusalem en passant par les Balkans (1026), comme le rapportent Adémar de Chabannes et les Gesta episcoporum et comitum Engolismensium, ajoutant que personne ne s’était aventuré avant lui le long de cette route : « quia novella adhuc christianitas per Ungriam et Sclavoniam erat ». Quatre évêques allemands voyagèrent également par la voie : Gunther de Bamberg, accompagné du poète Ezzo, Siegfried Ier de Mayence, Otto de Riedenburg (évêque de Ratisbonne) et Guillaume Ier d’Utrecht en 1064, avec 7000 pèlerins se rendant en Terre sainte.
Mihailo Popović donne la liste suivante de récits de voyage sur la Via Militaris : Itinerarium de Brugis (Itinéraire de Bruges, vers 1380), Peter Sparnau et Ulrich von Tennstaedt (1385/86), Johannes Schiltberger (1396-1427), Bertrandon de la Broquière (1432/33), Pedro Tafur (1435-1439), Cyriaque d’Ancône (1444/45), Konstantin Mihailović (1455-1463), Jacopo de Promontorio de Campis (1456), Giovanni Maria Angiolello (1470-1483), Martino Segono (1480), Bernardo Michelozzi et Bonsignore Bonsignori (1497/98), Arnold von Harff (1496-1499), Felix Petančić (1513), journal de la première campagne de Soliman le Magnifique en Hongrie (1521), journal de la deuxième campagne de Soliman le Magnifique en Hongrie (1526), Triscano Savregnano (après 1528), journal de la deuxième campagne de Soliman le Magnifique à l’assaut de Vienne (1529), Benedikt Kuripešič (1530/31), journal de la cinquième campagne de Soliman le Magnifique contre l’Empereur Charles Quint (1532), Benedikt Kuripešič (1532), Corneille Duplicius de Schepper (1533), Benedetto Ramberti (1534), journal de la septième campagne de Soliman le Magnifique contre Vlora (1537), Paulus Rubigallus (1540), Hieronymus Laski (1540/41), Nasuhü’s-Silahi, dit Matrakçı (1543), Hugone Favolio (1545/46), Jean Chesneau (1547-1555), Catharin Zen (1550), Hans Dernschwam (1553-1555), Antun Vrančić (1553), Ogier Ghislain de Busbecq (1554/55), Melchior von Seydlitz (1556-1559), Erazm Otwinowski (1557), Gaspare Erizzo (1558), Viaggio per terra da Dolcigno a Costantinopoli von le miglia italiane, et altri avvertimenti, e note (1558), Marino Cavalli (1558-1560), Jakob von Betzek (1564-65) Michael von Saurau (1567), Antun Vrančić (1567), Karel Rijm (1570-1574), Salomon Schweigger (1577-1581), Levinus Rijm (1583) et Reinhold Lubenau (1587/88).

### Levinus Rijm
Levinus Rijm décrit un voyage de Bruxelles à Stamboul (Istanbul) qu’il fit de juillet 1583 à février 1584 en tant qu’accompagnateur de plusieurs nobles. Levinus Rijm définit dans son journal la Via Traiana comme trait d’union entre Budapest et Constantinople. Au Moyen Âge et à la Renaissance, la Via Militaris commençait ou s’achevait non pas à Belgrade, mais se prolongeait jusqu’à Budapest. Les étapes entre Belgrade et Budapest étaient en 1584 : Vukovar, Osijek, Mohács, Tolna, Paks, Dunaföldvár.

### Source de la traduction
- (de) Cet article est partiellement ou en totalité issu de l’article de Wikipédia en allemand intitulé « Liste der Wegepunkte der Via Militaris » (voir la liste des auteurs).